# Dendrobium hymenopetalum
Dendrobium hymenopetalum är en orkidéart som beskrevs av Rudolf Schlechter. Dendrobium hymenopetalum ingår i släktet Dendrobium, och familjen orkidéer.
Artens utbredningsområde är Sumatera. Inga underarter finns listade i Catalogue of Life.